# 同济大学附属东方医院

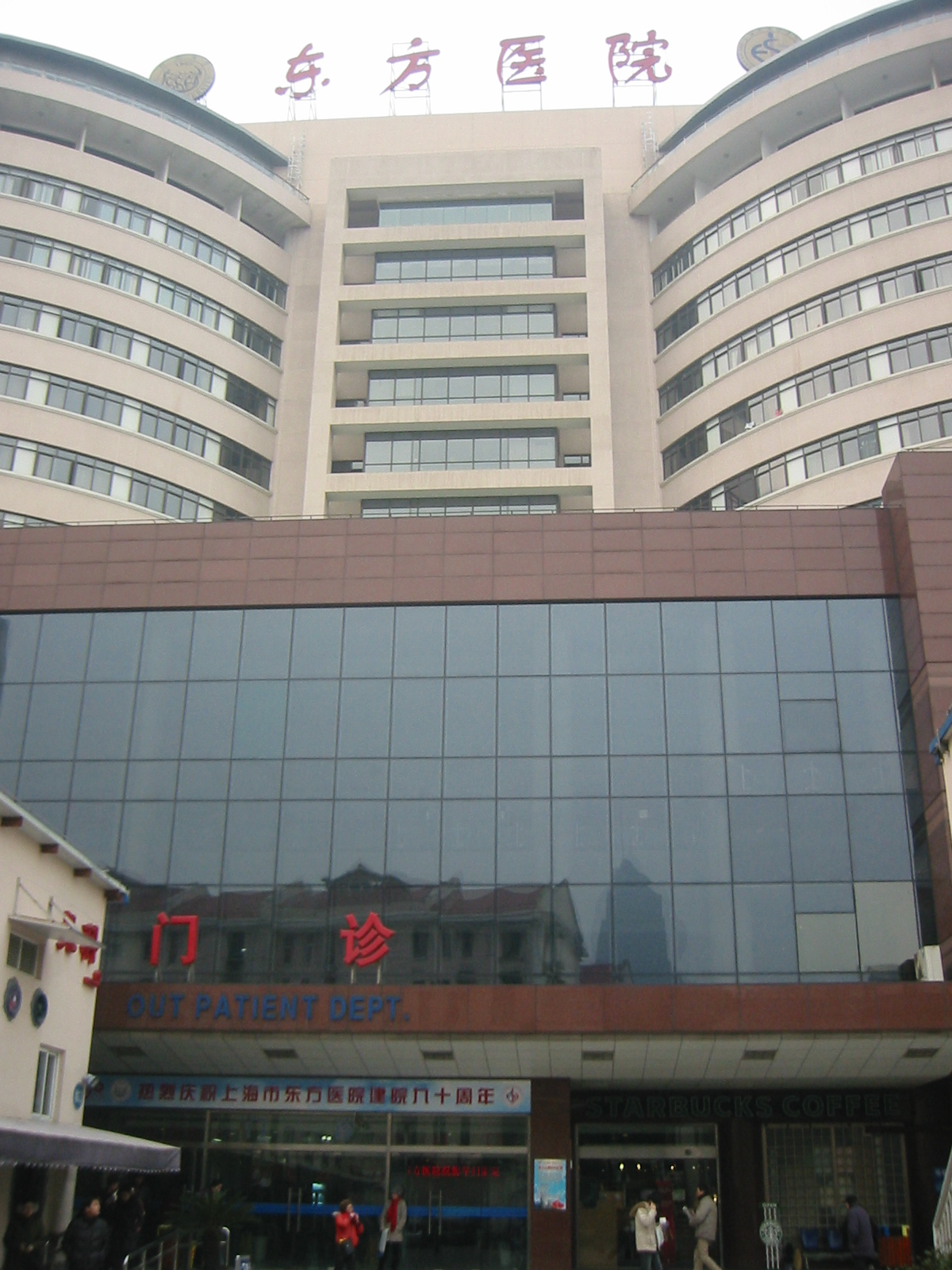

上海市东方医院（同济大学附属东方医院），是一所位于上海市浦东新区的公办三级甲等综合医院。东方医院有陆家嘴院区和世博院区两个院区，合计占地面积88亩，建筑面积23万余平方米，核定床位1800张。医院有职工2920余名。

## 历史沿革
1920年，浦东人陈桂春、虞洽卿、王一亭、朱葆三、朱福田等人筹款在陆家嘴赖义渡路东侧的空地上建造医院，王一亭出任浦东医院院长，刘鸿生出任执行董事。1933年，医院由浦东同乡会接管，改名为浦东同乡会附设浦东医院，醫院成立了董事会及管理委员会，曾永奎任董事长，杜月笙任管理委员会委员长。
1937年，医院被日本宪兵队佔領，医院业务停顿。12月5日，上海市大道政府成立后，日军宪兵队將浦东医院分配給上海市警察局。警察局总局长朱玉珍把浦东医院门前的道路定名为警局路。之後日本宪兵队在浦东新马路（今浦东南路）48号开设了履仁医院。1941年3月，上海特别市卫生局成立，日军将该院移交给卫生局管理，名字更名為上海市立浦东医院。1945年，日本戰敗投降後，上海市卫生局将上海市立浦东医院迁回警局路旧址，並且成立上海市立第三医院，房屋产权仍归浦东同乡会所有。
1949年中共控制上海後，中国人民解放军上海市军事管制委员会接管上海市立第三医院，后成立上海市立第三人民医院，由上海市卫生局领导。1956年2月25日，由浦东天主教仁爱会创办的仁爱医院併入市立第三人民医院。1993年1月1日，浦东新区成立，医院划归浦东新区领导，並且更名东方医院。

## 科研教学
东方医院建有国家干细胞转化资源库、心律失常教育部重点实验室、张江国家自主创新示范区干细胞转化医学产业基地、上海市心力衰竭研究中心、上海市脑卒中预防与救治中心等与国际接轨的科研平台，有临床医学、生物学、生物医学工程3个博士后流动站，是国家首批干细胞临床研究备案基地。

## 临床医疗
国家临床重点专科：急诊医学